# Amblyontium
Amblyontium is een kevergeslacht uit de familie van de boktorren (Cerambycidae). De wetenschappelijke naam van het geslacht werd voor het eerst geldig gepubliceerd in 1879 door Bates.

## Soorten
Amblyontium omvat de volgende soorten:
- Amblyontium inerme Bates, 1879
- Amblyontium sabahensis Bentanachs, Vives & Chew, 2012